# Les Onze Commandements
 (novembre 2019).
Si vous disposez d'ouvrages ou d'articles de référence ou si vous connaissez des sites web de qualité traitant du thème abordé ici, merci de compléter l'article en donnant les références utiles à sa vérifiabilité et en les liant à la section « Notes et références ».
Pour plus de détails, voir Fiche technique et Distribution.
Les Onze Commandements est un film à sketches français réalisé par François Desagnat et Thomas Sorriaux, sorti en 2004 et inspiré du film américain Jackass.

## Synopsis
Michaël, Vincent, Benjamin et leurs amis rencontrent le dieu de la blague qui leur explique que les habitants rient de moins en moins. Il leur confie alors la mission de re-faire rire la population grâce à 11 commandements qui augmenteront par la suite à 15 commandements (au lieu de 19 comme ce qui était inscrit sur le bon de commandement) :
1. Tu resteras à 9,15 m : se mettre en position de coup franc en petite tenue et se faire shooter dessus par Djibril Cissé après s'être moqué de lui
2. Tu plongeras rue Saint Maurice : transformer une maison en piscine
3. Tu feras du roller toute la nuit : faire du roller après avoir pris des somnifères
4. Tu iras acheter du ketchup : mettre à sac un supermarché en bousculant les vigiles
5. Tu te transformeras en démonte-pneus : jouer au beach-volley après avoir pris du viagra
6. You will come from Boston : danser et chanter de la musique country dans une bibliothèque universitaire parisienne. L'équipe a choisi d'interpréter Cotton-Eyed Joe de Rednex.
7. Tu surveilleras ton équilibre alimentaire : servir des plats dans un restaurant après avoir tourné sur soi-même très rapidement
8. Tu entreras dans le livre des records : dessiner le plus grand sexe masculin dans un champ de maïs avec une moissonneuse batteuse
9. Tu ressusciteras une vedette des années 1940 : parader dans la campagne déguisé en Hitler.
10. Tu n'oublieras pas l'huile pimentée : livrer une pizza avec une surprise de plus de 50 personnes
11. Tu seras un peu moins lourd : danser la valse en tutu rose en apesanteur
12. Tu rendras accessible le confort à tous : emmener de nombreux poussins, agneaux et poules dans un hôtel de luxe
13. Tu prendras un bide : se prendre un bide au stade de Gerland, pendant la mi-temps du match Olympique lyonnais - AJ Auxerre en se faisant passer pour des chanteurs stéphanois et en chantant Le lion est mort ce soir
14. Tu iras faire un petit tour : entrer dans un appareil contrôlant la force centrifuge après avoir bu une grande quantité de vodka en Russie.
15. Tu chanteras comme un connard : chanter la chanson Comme des connards (reprise de My Sharona de The Knack) en bloquant la circulation d'une route avec un camion.

À noter que s'y ajoutent d'autres gags intermédiaires bonus, tels que listés ci-dessous.

## Fiche technique
- Titre : Les Onze Commandements
- Réalisation : François Desagnat et Thomas Sorriaux
- Scénario : Les Connards (Vincent Desagnat, Benjamin Morgaine et Michaël Youn), Romain Levy et Laurent Zeitoun
- Photographie : David Quesemand
- Son : Jean-Paul Guirado
- Sociétés de production : Pathé, SAJ, M6 Films
- Société de distribution : Pathé
- Langue : français
- Durée : 85 minutes
- Date de sortie :
  - France : 4 février 2004
- Société de distribution : Pathé France

## Distribution
- Michaël Youn : lui-même
- Vincent Desagnat : lui-même
- Benjamin Morgaine : lui-même
- William Geslin : Willy
- Tefa : lui-même
- Jurij Prette : Yuri
- Jean-Christophe Campan : l'arbitre
- Patrick Timsit : Toto puis Fifou
- Djibril Cissé : lui-même
- Amélie Mauresmo : elle-même
- Gad Elmaleh : lui-même
- Dieudonné : le dieu de la blague
- Delphine de Turckheim : une policière
- Juliette Arnaud : Juliette
- Virginie Toc : la prof de danse
- Laurent Cotillard : le rabbin en trottinette
- Francia Séguy : le chauffeur du Dieu de la blague
- Carla Collado : fille dans la limousine

## Accueil critique
Le film reçoit un accueil critique mitigé. Allociné lui accorde 2,8 / 5 de critiques positives niveau presse et une note moyenne de 1,8 / 5 niveau spectateurs.

## Autour du film
- Selon Michaël Youn, l'argent alloué pour le film Les Onze Commandements devait à la base servir de budget pour la réalisation de la suite du film La Beuze. Cette seconde mouture devait raconter les frasques d'Alphonse Brown qui voyageait au Maroc afin de profiter de la drogue locale portant le nom de Rebeuze, une appellation qui allait également faire office de titre pour le film. Mais le climat international relativement tendu de cette époque a stoppé le projet. Ayant un producteur et une équipe de tournage sous la main, Michaël Youn décide alors de réaliser un film compilant des sketches prônant la stupidité et l'audace afin de profiter des 25 millions de francs (4.8 millions d'euros) cédés pour la réalisation du projet. Certains sketches ont à eux seuls amputé une bonne partie du budget comme l'inondation d'une maison ou la location d'un avion pour effectuer un vol parabolique recréant les conditions de l'apesanteur régnant en orbite spatiale.[réf. nécessaire]
- Entre chaque « commandement », il y a souvent des insertions. Par exemple, il y a un concours tout au long du film entre les protagonistes pour voir qui obtiendra le plus de sanctions avec les forces de l'ordre. Après l'épisode roller, il y a une courte course sur un hippodrome où les protagonistes sont habillés en pénis. Après l'épisode Viagra, il y a un court épisode pendant lequel Michaël Youn mange un piment extrêmement fort. Après Adolf Hitler, il y a un court duel où les deux protagonistes sont hissés sur des passerelles d'accès aux avions. Après l'épisode de la surprise partie, il y a une courte parodie de vidéos romantiques, où les protagonistes font de l'équitation complètement nus, sur la chanson de Diane Tell Si j'étais un homme. Après la séquence en apesanteur, l'équipe salit l'intérieur de leur monospace en mangeant des hamburgers, et procède à son nettoyage tout en dansant sur la chanson de Cyndi Lauper Girls Just Want to Have Fun. Michaël Youn essaie aussi de jouer de la cornemuse sur une autruche. Après l'épisode de l'hôtel, on voit un pique-nique sur un terrain de tennis, sous des balles frappées par Amélie Mauresmo. Finalement, pendant le générique de fin, on voit deux membres de l'équipe se faire des blagues de plus en plus dures (tout commence par Michaël qui fait sentir son doigt à William après l'avoir passé dans son anus et après plusieurs étapes, tout se termine par le passage de la voiture de Michaël à la casse).
- Le tournage du film aura eu de nombreuses conséquences physiques et administratives : 7 arrestations, 2 procès, une interdiction préfectorale, une quinzaine de contrôles de police, un tympan perforé, un nez et 2 côtes cassés, 17 points de suture, 2 entorses, 2 épanchements de synovie, une allergie cutanée à l'eau de la Seine, 3 évanouissements et une quinzaine de vomis. D'un point de vue pécuniaire, quelque 400 000 euros de dommages et intérêts ont été versés[3].
- Selon une source proche de la production, la plupart des séquences auraient été mises en scène : le Carlton savait que des animaux de ferme occuperaient son hall d'entrée (les clients dans le hall sont des figurants).
- Le sketch du « menu surprise » serait également monté de toutes pièces[4].

## Suite
Alors que quelques rumeurs évoquaient une suite à la célèbre comédie à sketches, c’est bien Michaël Youn qui annonce ce projet sur son compte Twitter en dévoilant le titre : Le Tour du Monde en 80 Conneries (parodie du Tour du monde en quatre-vingts jours de Jules Verne)
Si l’idée d’une suite est présente depuis 2014, il faudra attendre mai 2022 pour une officialisation et très certainement 2023 voire 2024 pour une sortie sur grand écran.
Vincent Desagnat et Benjamin Morgaine seront évidemment de la partie pour ce voyage à travers le Japon, les États-Unis, le Mexique, le Brésil, l’Arabie saoudite, l’Himalaya, Tahiti et bien d’autres endroits du monde.